# Doxygen
Doxygen es un generador de documentación para C++, C, Java, Objective-C, Python, Fortran, IDL (versiones Corba y Microsoft), VHDL y en cierta medida para PHP, C# y D. Dado que es fácilmente adaptable funciona en la mayoría de sistemas Unix, así como en Windows y Mac OS X. La mayor parte del código  de Doxygen está escrita por Dimitri van Heesch.
Doxygen es un acrónimo de dox(document) gen(generator), generador de documentación para código fuente.
Varios proyectos como KDE usan Doxygen para generar la documentación de su API. KDevelop incluye soporte para Doxygen.

## Código de ejemplo
El siguiente ejemplo ilustra la forma de documentar un fichero fuente.
```
/**
 * La clase Time representa un momento del tiempo.
 *
 * 
@author
 Nombre del Autor
 */

class
 Time {
```

```
  /**
   * El constructor que inicializa el valor de tiempo.
   * 
@param
 
timemillis
 Número de milisegundos desde el 1 de enero de 1970
   */
  Time(
int
 timemillis) {
   ...
  }
```

```
  /**
   * Obtener la hora actual.
   * 
@return
 Un objeto time, con la hora actual.
   */
  
static
 Time now() {
   ...
  }
}
```

## Versiones
| 1.8.16 | 8 de agosto de 2019 |

| 1.8.15 | 27 de diciembre de 2018 |

| 1.8.14 | 25 de diciembre de 2017 |

| 1.8.13 | 29 de diciembre de 2016 |

| 1.8.12 | 5 de septiembre de 2016 |

| 1.8.11 | 29 de diciembre de 2015 |

| 1.8.10 | 27 de junio de 2015 |

| 1.8.9.1 | 4 de enero de 2015 |

| 1.7.1 | 25 de junio de 2010 |

| 1.7.0 | 15 de junio de 2010 |

| 1.5.2 | 4 de abril de 2007 |

| 1.4.6 | 30 October, 2005  |
| 1.4.5 | 4 October, 2005   |
| 1.4.4 | 21 July, 2005     |
| 1.4.3 | 16 May, 2005      |
| 1.4.2 | 28 March, 2005    |
| 1.4.1 | 11 January, 2005  |
| 1.4.0 | 31 December, 2004 |

| 1.3.9.1 | 10 October, 2004   |
| 1.3.9   | 5 October, 2004    |
| 1.3.8   | 25 July, 2004      |
| 1.3.7   | 7 May, 2004        |
| 1.3.6   | 12 February, 2004  |
| 1.3.5   | 21 November, 2003  |
| 1.3.4   | 22 September, 2003 |
| 1.3.3   | 25 July, 2003      |
| 1.3.2   | 15 June, 2003      |
| 1.3.1   | 28 May, 2003       |
| 1.3.0   | 12 April, 2003     |

| 1.2.18   | 18 September, 2002 |
| 1.2.17   | 15 July, 2002      |
| 1.2.16   | 20 May, 2002       |
| 1.2.15   | 1 April, 2002      |
| 1.2.14   | 23 February, 2002  |
| 1.2.13.1 | 5 January, 2002    |
| 1.2.13   | 30 December, 2001  |
| 1.2.12   | 18 November, 2001  |
| 1.2.11.1 | 7 October, 2001    |
| 1.2.11   | 30 September, 2001 |
| 1.2.10   | 26 August, 2001    |
| 1.2.9.1  | 5 August, 2001     |
| 1.2.9    | 1 August, 2001     |
| 1.2.8.1  | 10 June, 2001      |
| 1.2.8    | 4 June, 2001       |
| 1.2.7    | 30 April, 2001     |
| 1.2.6    | 12 March, 2001     |
| 1.2.5    | January, 2001      |
| 1.2.4    | 24 December, 2000  |
| 1.2.3    | 27 December, 2000  |
| 1.2.2    | 12 October, 2000   |
| 1.2.1    | 2 September, 2000  |
| 1.2.0    | 11 August, 2000    |

| 1.1.5 | 9 July, 2000      |
| 1.1.4 | 2 June, 2000      |
| 1.1.3 | 11 May, 2000      |
| 1.1.2 | 12 October, 2000  |
| 1.1.1 | 15 March, 2000    |
| 1.1.0 | 20 February, 2000 |

| 1.0.0 | 27 December, 1999 |

| 0.4   | 10 December, 1998  |
| 0.4b4 | 15 November, 1998  |
| 0.4b3 | 14 October, 1998   |
| 0.4b2 | 24 September, 1998 |
| 0.4b1 | 17 August, 1998    |
| 0.3   | 4 March, 1998      |
| 0.2   | 16 November, 1997  |
| 0.1   | 26 October, 1997   |